# Marianneglasögonfågel
Marianneglasögonfågel (Zosterops semiflavus) är en utdöd fågel i familjen glasögonfåglar inom ordningen tättingar. Den förekom tidigare på ön Marianne i Seychellerna men dog ut kring år 1900. IUCN kategoriserar den som utdöd.